# Ernest Mouchez
Pour les articles homonymes, voir Mouchez.
 (mai 2009).
Si vous disposez d'ouvrages ou d'articles de référence ou si vous connaissez des sites web de qualité traitant du thème abordé ici, merci de compléter l'article en donnant les références utiles à sa vérifiabilité et en les liant à la section « Notes et références ».
Compléments
- Nommé contre-amiral le 29 juin 1878

Ernest Amédée Barthélemy Mouchez, né à Madrid le 24 août 1821 et mort à Wissous le 25 juin 1892, est un astronome, hydrographe et contre-amiral français, membre de l'Académie des sciences et directeur de l'Observatoire de Paris.

## Biographie
Ernest Mouchez est devenu aspirant de marine en 1839, enseigne de vaisseau en 1843, lieutenant de vaisseau en 1848, capitaine de vaisseau en 1867. 
Pendant la guerre de 1870, il fut chargé d'organiser la défense du Havre dans des conditions tout à fait défavorables. Malgré cela, il mit la ville en état de résister à l'ennemi.
Il fut chargé par le ministère de la Marine d'importants travaux hydrographiques sur les côtes de l'Amérique-du-Sud et sur celles de l'Algérie. 
Il milite en faveur d'une formation astronomique accrue des officiers de Marine. 
Il est nommé membre du Bureau des longitudes le 16 juin 1873. A la demande de l'Académie des sciences, il mène une mission de la Marine pour l'observation du transit de Vénus devant le Soleil à l'île Saint-Paul, dans le sud de l'océan Indien, le 9 décembre 1874. À son retour, il fait approuver par le Bureau des longitudes son projet d'un observatoire chargé de compléter les connaissances astronomiques des officiers issus de l'École navale. Le projet est appuyé par plusieurs institutions et ministères, la Marine, l'Instruction publique, le département de la Guerre, et surtout la ville de Paris qui octroya une zone au sud-ouest du parc Montsouris.
Il est promu commandeur de la Légion d'honneur le 8 juillet 1875 et quelques jours plus tard, le 19 juillet 1875, il est  élu membre de l'Académie des sciences (section astronomie).
Il devient directeur de l'Observatoire le 26 juin 1878 et est nommé trois jours plus tard, le 29 juin contre-amiral. Il organisa à l'Observatoire un service de photographie stellaire destiné à établir la carte du ciel. Son passage comme directeur de l'Observatoire de Paris est aussi marqué par la création d'un musée d'instruments astronomiques et de documents scientifiques anciens et par la publication d'un catalogue où sont consignés les résultats des observations méridiennes faites depuis 1837.
Comme membre de l'Académie des sciences, il lance l'idée de la création d'une carte du Ciel. Mais la France ne pouvant réaliser seule cette entreprise, ne disposant pas d'observatoires dans toutes les parties du monde, il propose une réunion comprenant les directeurs d'observatoires du globe et des savants de divers ordres, afin qu'ils s'entendent pour choisir les stations et le même type d'appareil photographique et pour adopter une même échelle et une même méthode. Quatre congrès se réunirent sur ce thème. Il est président de la Commission permanente des trois premiers en 1887, 1889, 1891, à l'Observatoire de Paris. Il y est décidé que le ciel serait divisé en 18 zones à peu près égales, dont chacune serait attribuée à un observatoire du globe.

## Hommages
Ont été nommés d'après lui :
- La rue de l'Amiral-Mouchez près du parc de Montsouris, à Paris, porte son nom depuis 1894.
- Le boulevard de l'Amiral-Mouchez au Havre
- La rue de l'Amiral-Mouchez à Wissous dans l'Essonne où se trouve sa maison sur laquelle est fixée une plaque commémorative [3].
- La rue Mouchez à Brest.
- Le quai de l'Amiral-Mouchez nommé en 1921 à Chatou, commune où vécut une partie de sa famille et où il fut enterré.
- Mouchez, un cratère lunaire nommé par l'Union astronomique internationale en 1935.
- Amiral Mouchez, navire hydrographique de la Marine nationale en service de 1937 à 1965. Il fut transformé en aviso pendant la Seconde Guerre mondiale[4]. Un portrait d'Ernest Mouchez par Nadar décorait la galerie du navire. C'est ce navire qui, en novembre 1945, transporte le maréchal Pétain sur l'île d'Yeu.

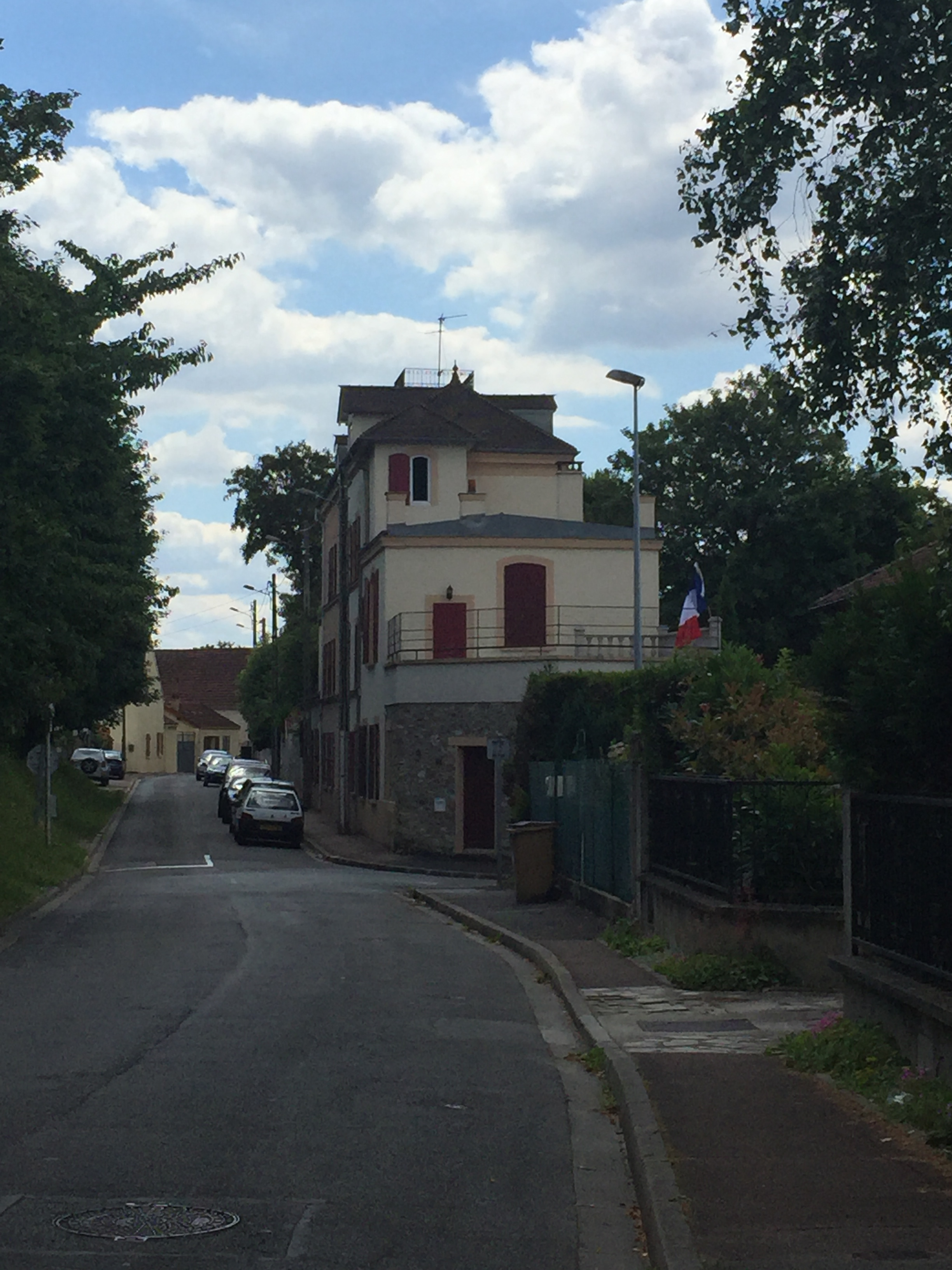
Ancienne maison d'Ernest Mouchez à Wissous.
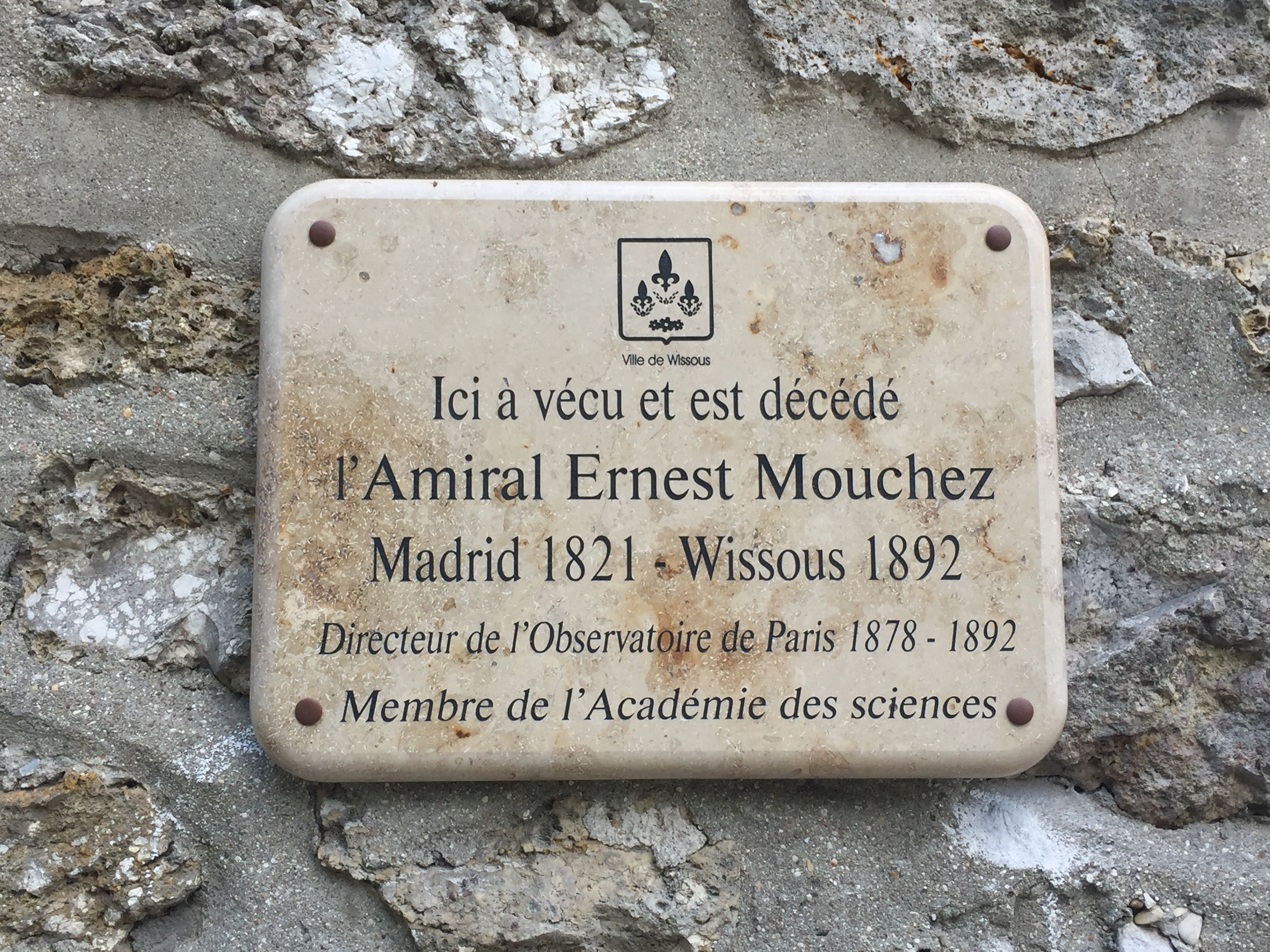
Plaque commémorative sur l'ancienne maison d'Ernest Mouchez à Wissous.